# Blue Bloods – Crime Scene New York
Blue Bloods – Crime Scene New York (Originaltitel: Blue Bloods, Arbeitstitel: Reagan’s Law) ist eine US-amerikanische Krimiserie von Robin Green und Mitchell Burgess. Sie wurde von 2010 bis 2024 von den CBS Television Studios produziert, in New York City gedreht und  von CBS ausgestrahlt. Als Executive Producer fungierten Leonard Goldberg, Michael Cuesta, Mitchell Burgess und Robin Green; Fred Keller und Jane Raab waren als Produzenten beteiligt. Für die Musik war Mark Snow verantwortlich.
Die Serie startete im September 2010 und endete im Dezember 2024 mit der 14. Staffel. Im Februar 2025 wurde bekannt, dass CBS einen Ableger der Serie mit dem Arbeitstitel Boston Blue mit Donnie Wahlberg in der Hauptrolle als Danny Reagan und als einer der Produzenten plant; die Ausstrahlung soll im Herbst 2025 starten.

## Handlung
Im Mittelpunkt der Serie steht die Familie Reagan. Der Vater, Frank Reagan, ist der Police Commissioner der New Yorker Polizei. Sein ältester Sohn Danny ist Detective bei der Kriminalpolizei, sein jüngster Sohn Jamie hat seinen Dienst als Officer im Streifendienst begonnen. Seine Tochter Erin arbeitet als Staatsanwältin. Mit Rat und Tat steht Großvater Henry Reagan, der früher ebenfalls Commissioner der New Yorker Polizei war, seiner Familie zur Seite. Auch wenn es hin und wieder Streitigkeiten und Meinungsverschiedenheiten bezüglich der Ermittlungsmethoden oder der Politik gibt, verfolgen sie alle ein Ziel: die Bekämpfung der Kriminalität auf den Straßen von New York.

## Figuren
Francis Xavier „Frank“ Reagan
Der verwitwete Frank Reagan ist Chef des New York City Police Department. Er hat drei Söhne und eine Tochter. Er war während des Vietnamkrieges beim United States Marine Corps und ist das moralische Zentrum der Familie. Er wohnt zusammen mit seinem Vater Henry in Bay Ridge, einem Stadtviertel in Brooklyn. In Staffel eins hat er ein kurzzeitiges Verhältnis mit der Fernsehreporterin Kelly Davidson. Als diese vertrauliche Informationen für eine Fernsehreportage nutzt, beendet Frank die Beziehung. Danach trifft er sich gelegentlich mit der Journalistin Melanie Maines, macht dies aber nicht öffentlich.
Daniel Fitzgerald „Danny“ Reagan
Danny ist Franks ältester Sohn. Er ist ein erfahrener NYPD-Detective, der auch vor grenzwertigen Methoden nicht zurückschreckt, um seine Fälle zu lösen. Er wohnt mit seiner Frau Linda, die später bei einem Hubschrauberabsturz ums Leben kommt, und den Söhnen Sean und Jack im Stadtteil Staten Island. Seine berufliche Partnerin ist zunächst Detective Jackie Curatola und dann Maria Baez. Während des Irakkrieges hat er als Marine gedient.
Erin Reagan
Erin ist die einzige Tochter von Frank. Sie ist geschieden und alleinerziehende Mutter von Tochter Nicky. Sie arbeitet in New York als Staatsanwältin und dient dadurch der Familie als Verbindungsglied zwischen der Exekutive und der Judikative.
Jameson „Jamie“ Reagan
Jamie ist der jüngste Sohn von Frank und hat in Harvard Rechtswissenschaften studiert. Da er die Tradition der Familie fortführen möchte, hat er auf eine Laufbahn als Anwalt verzichtet, wurde auch Polizist und absolviert uniformierten Streifendienst. In der neunten Staffel wird er zum Sergeant befördert und heiratet seine Kollegin Edit „Eddie“ Janko.
Henry Reagan
Henry ist Franks Vater und das Oberhaupt des Reagan-Clans. Er war bis zu seiner Pensionierung ebenfalls Commissioner von New York. Er hat in seinem Amt nie um den heißen Brei herumgeredet und sich auch mit manchem Politiker angelegt. Zudem war er als Soldat im Koreakrieg.
Joseph Conor „Joe“ Reagan
Franks mittlerer Sohn Joe war ebenfalls Polizist. Er arbeitete zusammen mit dem FBI an einem Fall über korrupte Polizisten, die sich in einem Geheimbund organisiert hatten, und wurde von diesen ermordet. Nach seinem Tod nimmt Jamie die Ermittlungen wieder auf, lehnt dabei aber die Zusammenarbeit mit dem FBI ab, führt eigene verdeckte Ermittlungen und kann schließlich den Schuldigen überführen. Joe tritt in der Serie nur in Erzählungen in Erscheinung. Er hinterließ einen Sohn, Joseph „Joe“ Hill, der ebenfalls Detective beim NYPD ist und in Staffel 10 in die Serie eingeführt wird.

## Besetzung und Synchronisation
Die deutsche Synchronisation entstand nach einem Dialogbuch und unter der Dialogregie von Andreas Böge durch die Synchronfirma Antares Film GmbH in Berlin.
Die Tabelle nennt die Schauspieler, ihre Rollennamen, ihre Zugehörigkeit zur Hauptbesetzung (●) bzw. zu den Neben- und Gastdarstellern (•) je Staffel, die Anzahl der Episoden mit Auftritten und die deutschen Synchronsprecher.

### Hauptdarsteller
|                   |                                       | Staffel | Staffel | Staffel | Staffel | Staffel | Staffel | Staffel | Staffel | Staffel | Staffel | Staffel | Staffel | Staffel |     |                                                              |
| Schauspieler      | Rollenname                            | 1       | 2       | 3       | 4       | 5       | 6       | 7       | 8       | 9       | 10      | 11      | 12      | 13      | Ep. | Synchronsprecher                                             |
| ----------------- | ------------------------------------- | ------- | ------- | ------- | ------- | ------- | ------- | ------- | ------- | ------- | ------- | ------- | ------- | ------- | --- | ------------------------------------------------------------ |
| Tom Selleck       | Frank Reagan                          | ●       | ●       | ●       | ●       | ●       | ●       | ●       | ●       | ●       | ●       | ●       | ●       | ●       | 275 | Norbert Langer                                               |
| Donnie Wahlberg   | Danny Reagan                          | ●       | ●       | ●       | ●       | ●       | ●       | ●       | ●       | ●       | ●       | ●       | ●       | ●       | 275 | Torsten Michaelis                                            |
| Bridget Moynahan  | Erin Reagan                           | ●       | ●       | ●       | ●       | ●       | ●       | ●       | ●       | ●       | ●       | ●       | ●       | ●       | 275 | Alexandra Wilcke                                             |
| Will Estes        | Jamie Reagan                          | ●       | ●       | ●       | ●       | ●       | ●       | ●       | ●       | ●       | ●       | ●       | ●       | ●       | 275 | Jan Makino (Staffel 1–6), Konrad Bösherz (seit Staffel 7)    |
| Len Cariou        | Henry Reagan                          | ●       | ●       | ●       | ●       | ●       | ●       | ●       | ●       | ●       | ●       | ●       | ●       | ●       | 275 | Peter Groeger (Staffel 1–7), Freimut Götsch (seit Staffel 8) |
| Jennifer Esposito | Jackie Curatola                       | •       | •       | •       |         |         |         |         |         |         |         |         |         | •       | 47  | Cathlen Gawlich                                              |
| Amy Carlson       | Linda Reagan                          | •       | ●       | ●       | ●       | ●       | ●       | ●       |         |         |         |         |         |         | 155 | Antje von der Ahe                                            |
| Sami Gayle        | Nicky Reagan-Boyle                    | •       | •       | •       | •       | ●       | ●       | ●       | ●       | ●       | ●       | •       |         | •       | 214 | Laura Elßel                                                  |
| Marisa Ramirez    | Maria Baez                            |         |         | •       | ●       | ●       | ●       | ●       | ●       | ●       | ●       | ●       | ●       | ●       | 215 | Magdalena Turba                                              |
| Vanessa Ray       | Edit „Eddie“ Janko-Reagan, geb. Janko |         |         |         | •       | ●       | ●       | ●       | ●       | ●       | ●       | ●       | ●       | ●       | 201 | Anja Nestler                                                 |

### Gast- und Nebendarsteller
|                    |                     | Staffel | Staffel | Staffel | Staffel | Staffel | Staffel | Staffel | Staffel | Staffel | Staffel | Staffel | Staffel | Staffel |     |                        |
| Schauspieler       | Rollenname          | 1       | 2       | 3       | 4       | 5       | 6       | 7       | 8       | 9       | 10      | 11      | 12      | 13      | Ep. | Synchronsprecher       |
| ------------------ | ------------------- | ------- | ------- | ------- | ------- | ------- | ------- | ------- | ------- | ------- | ------- | ------- | ------- | ------- | --- | ---------------------- |
| Abigail Hawk       | Abigail Baker       | •       | •       | •       | •       | •       | •       | •       | •       | •       | •       | •       | •       | •       | 247 | Melanie Hinze          |
| Gregory Jbara      | Garrett Moore       | •       | •       | •       | •       | •       | •       | •       | •       | •       | •       | •       | •       | •       | 235 | Florian Krüger-Shantin |
| Andrew Terraciano  | Sean Reagan         | •       | •       | •       | •       | •       | •       | •       | •       | •       | •       | •       | •       | •       | 274 | Linus Drews            |
| Robert Clohessy    | Sid Gormley         | •       | •       | •       | •       | •       | •       | •       | •       | •       | •       | •       | •       | •       | 209 | Peter Reinhardt        |
| Tony Terraciano    | Jack Reagan         | •       | •       | •       | •       | •       | •       | •       | •       | •       | •       | •       | •       | •       | 188 | Jakob Drews            |
| Steve Schirripa    | Anthony Abetemarco  |         |         |         |         |         | •       | •       | •       | •       | •       | •       | •       | •       | 130 | Matthias Klages        |
| Nicholas Turturro  | Anthony Renzulli    | •       | •       | •       | •       | •       | •       |         |         |         |         |         |         |         | 39  | Lutz Schnell           |
| Frank Anello       | NYPD Lieutenant     |         |         |         |         |         |         |         | •       | •       | •       |         |         |         | 38  | N. N.                  |
| Gameela Wright     | TV-Reporterin Helen | •       | •       | •       | •       | •       | •       | •       | •       | •       | •       |         | •       | •       | 26  | Svantje Wascher        |
| Ian Quinlan        | Luis Badillo        |         |         |         |         |         |         |         |         |         |         |         | •       | •       | 20  | Daniel Fehlow          |
| David Ramsey       | Carter Poole        |         | •       | •       | •       | •       | •       | •       |         |         |         |         |         |         | 20  | N. N.                  |
| Lauren Patten      | Rachel Witte        |         |         |         |         |         |         |         | •       | •       | •       | •       | •       | •       | 19  | Peggy Pollow           |
| Peter Hermann      | Jack Boyle          |         |         | •       | •       |         |         | •       | •       | •       | •       | •       |         | •       | 18  | Johannes Berenz        |
| John Ventimiglia   | Dino Arbogast       |         | •       | •       | •       |         |         |         |         |         |         |         |         |         | 16  | Wolfgang Wagner        |
| Matt Consalvo      | Officer Meyers      |         |         |         |         |         |         |         | •       | •       | •       | •       | •       | •       | 16  | N. N.                  |
| Will Hochman       | Joseph Hill         |         |         |         |         |         |         |         |         |         | •       | •       | •       | •       | 14  | N. N.                  |
| Sebastian Sozzi    | Vincent Cruz        |         |         | •       |         |         |         |         |         |         |         |         |         |         | 13  | N. N.                  |
| Dylan Walsh        | Peter Chase         |         |         |         |         |         |         |         |         |         | •       | •       | •       | •       | 12  | Uwe Büschken           |
| Roslyn Ruff        | Kimberly Crawford   |         |         |         |         |         |         |         |         |         |         | •       | •       | •       | 12  | Antje Thiele           |
| Luis Antonio Ramos | Robert Espinoza     |         |         |         |         |         |         | •       |         | •       | •       | •       | •       |         | 9   | Sven Brieger           |
| Bebe Neuwirth      | Kelly Peterson      |         |         |         | •       |         |         |         | •       | •       |         |         |         |         | 9   | N. N.                  |
| Whoopi Goldberg    | Regina Thomas       |         |         |         |         |         | •       |         | •       |         |         | •       |         |         | 3   | Regina Lemnitz         |
| Lorraine Bracco    | Margaret Dutton     |         |         |         |         |         |         |         | •       |         |         |         |         |         | 5   | N. N.                  |
| Christine Ebersole | Lena Janko          |         |         |         |         |         |         |         |         | •       |         |         |         |         | 3   | N. N.                  |
| Stacy Keach        | Kevin Kearns        |         |         |         |         |         |         | •       | •       | •       | •       |         | •       | •       | 10  | Axel Lutter            |

## Produktion und Ausstrahlung

### Vereinigte Staaten

Logo des Fernsehsenders CBS, auf dem die Serie in den USA ausgestrahlt wird

Nachdem CBS bis Februar 2010 eine Pilotfolge unter dem Titel Reagan’s Law produziert hatte, wurde Blue Bloods bei den jährlichen Upfronts als Serie in Auftrag gegeben.
Ein Haus in Bay Ridge, Brooklyn dient für die Außenaufnahmen des Familienhauses der Reagans.
In den USA startete die erste Staffel im September 2010 auf CBS. Die Pilotfolge wurde von 13,01 Millionen Zuschauern gesehen und erreichte damit ein Rating von 2,7 in der werberelevanten Zielgruppe der 18- bis 49-Jährigen. Da die Einschaltquoten in den nachfolgenden Wochen weitgehend konstant blieben, erhielt die Serie im Oktober 2010 eine volle Staffel mit 22 Episoden. Im Durchschnitt wurde die erste Staffel von 12,71 Millionen Amerikanern gesehen und erreichte damit unter allen ausgestrahlten Serien in dieser Saison Rang 17.
Daraus resultierte die im Mai 2011 bekanntgegebene Verlängerung für eine zweite Staffel. Die Ausstrahlung dieser Staffel begann im September 2011 auf CBS und endete im Mai 2012. Bereits im März 2012 wurde die Serie um eine dritte Staffel verlängert, deren Ausstrahlung von September 2012 bis Mai 2013 zu sehen war. Von September 2013 bis Mai 2014 war die vierte Staffel auf CBS zu sehen.
Ab September 2014 wurde die fünfte Staffel ausgestrahlt. Die Ausstrahlung der sechsten Staffel folgte ab September 2015. Im März 2016 gab CBS die Verlängerung um eine siebte Staffel bekannt. Die Ausstrahlung der achten Staffel begann im September 2017. Die Ausstrahlung der neunten Staffel erfolgte ab September 2018. Die zehnte Staffel folgte von September 2019 bis Mai 2020. Ab Dezember 2020 wurde die elfte Staffel ausgestrahlt. Im April 2021 wurde der Vertrag für eine zwölfte Staffel verlängert, die am 1. Oktober 2021 Premiere hatte. Vom 7. Oktober 2022 bis zum 19. Mai 2023 lief die dreizehnte Staffel.
Im März 2023 wurde bekannt, dass die Serie um eine vierzehnte Staffel verlängert wurde und damit beendet werden soll. Dies sei nur möglich geworden, nachdem die Schauspieler einer Gehaltskürzung von 25 % zustimmten. Wegen des Streiks der Gewerkschaft der Autoren in der Film- und Fernsehindustrie WGA in den USA im November 2023 verzögerte sich die Produktion, und die letzte Staffel wurde in zwei Teile aufgeteilt. Die ersten zehn Folgen der finalen Staffel wurden ab Februar 2024 bei CBS gezeigt und die letzten acht Folgen ab Herbst 2024.

### International
In Großbritannien startete die Serie am ersten Sendetag des neuen Pay-TV-Senders von BSkyB Sky Atlantic im Februar 2011. Bereits einen Tag später folgte die Premiere in Australien auf Network Ten. In Irland erfolgte die Erstausstrahlung der Serie im Januar 2011 auf RTÉ Two.

### Deutschsprachiger Raum
Im deutschsprachigen Raum zeigte der Bezahlfernsehsender FOX die erste Staffel von November 2012 bis April 2013. Die zweite Staffel war dort von Dezember 2013 bis Februar 2014 zu sehen. Im Januar 2015 sendete FOX die deutschsprachige Erstausstrahlung der dritten Staffel. Ab Dezember 2015 wurde dort die 4. Staffel gezeigt.
Deutschland
In Deutschland erwarb die ProSiebenSat.1-Media-Gruppe Mitte 2011 die Rechte an der Serie, und entschied, sie auf Kabel eins auszustrahlen. Der Sender begann die Ausstrahlung der ersten Staffel im August 2012. Aufgrund nicht zufriedenstellender Einschaltquoten beendete Kabel eins jedoch nach der zwölften Folge die Ausstrahlung der Serie. Nach über einem Jahr Pause zeigte der Sender im November 2013 vier weitere Episoden, bevor er die Serie erneut wegen unzufriedenstellender Quoten aus dem Programm nahm. Schließlich wurden die restlichen Folgen der ersten Staffel im Oktober und November 2015 ausgestrahlt. Die Staffeln zwei bis sieben folgten. Ab Juli 2019 wurde die achte Staffel von Blue Bloods ebenfalls bei Kabel eins ausgestrahlt, die neunte Staffel ab August 2019 und Staffel 10 ab November 2020. Die Ausstrahlung von Staffel 11 begann im Oktober 2021.
Die zwölfte Staffel war ab Januar 2023 bei SKY in deutscher Sprache abrufbar. Die Free-TV-Ausstrahlung folgte vom 26. August bis 28. Oktober 2023 bei Kabel Eins. Die 13. Staffel ist seit Januar 2024 bei SKY in deutscher Sprache abrufbar. Mit der 13. Staffel wechselte die Serie im Free-TV von Kabel Eins zu Sat.1 Gold und wurde dort erstmals ab dem 6. März 2024 ausgestrahlt.
Die Serie ist bis Staffel elf in Deutsch und Englisch bei Paramount+ und ist bis Staffel 13 bei Prime Video als Kauftitel verfügbar.
Österreich
In Österreich zeigte der ORF eins die erste Staffel von August 2012 bis März 2013.
Schweiz
Von Oktober bis November 2015 wurden die ersten drei Staffeln täglich in Doppelfolgen auf dem Free-TV-Sender der ProSiebenSat.1 Media SE Puls 8 ausgestrahlt, wobei die 5. Episode der dritten Staffel nicht ausgestrahlt wurde.

### Spin-off
Im Februar 2025 wurde bekannt, dass CBS einen Ableger der Serie mit dem Arbeitstitel Boston Blue mit Donnie Wahlberg in der Hauptrolle als Danny Reagan und als einer der Produzenten plant, mit Ausstrahlung im Herbst 2025, wie schon einige Monate vorher vom Schauspieler selbst und dem CBS-Mutterkonzern Paramount Global angedeutet worden war.

## DVD-Veröffentlichung
Vereinigte Staaten
- Staffel 1 erschien am 13. September 2011
- Staffel 2 erschien am 11. September 2012
- Staffel 3 erschien am 10. September 2013
- Staffel 4 erschien am 9. September 2014
- Staffel 5 erschien am 8. September 2015
- Staffel 6 erschien am 20. September 2016
- Staffel 7 erschien am 22. August 2017
- Staffel 8 erschien am 21. August 2018
- Staffel 9 erschien am 20. August 2019
- Staffel 10 erschien am 18. August 2020
- Staffel 11 erschien am 31. August 2021
- Staffel 12 erschien am 30. August 2022

Großbritannien
- Staffel 1 erschien am 19. September 2011
- Staffel 2 erschien am 15. Oktober 2012
- Staffel 3 erschien am 14. Oktober 2013
- Staffel 4 erschien am 8. September 2014

Deutschland
- Staffel 1 erschien am 6. Dezember 2012
- Staffel 2 erschien am 5. Juni 2014
- Staffel 3 erschien am 6. November 2014
- Staffel 4 erschien am 19. Oktober 2017
- Staffel 5 erschien am 24. Mai 2018
- Staffel 6 erschien am 18. August 2022
- Staffel 7 erschien am 20. Juni 2024

## Kritik
Die erste Staffel der Serie hat bei Metacritic ein Metascore von 70/100 basierend auf 25 Rezensionen. Auf TV.com hat die Serie ein Rating von 8,2/10 basierend auf 629 abgegebenen Stimmen, und auf IMDb.com hat sie ein Rating von 7,9/10 basierend auf 2662 abgegebenen Stimmen. In der Herbst-Fernsehvorschau 2010 von Entertainment Weekly bezeichnete Ken Tucker die Serie als eine der fünf besten neuen Serien des Jahres 2010.
Die Kritiker haben besonders die Außenaufnahmen der Serie gelobt, und die New Yorker Tageszeitung Daily News lobte die Darstellung von Selleck als Frank Reagan. In dieser Kritik wurde ein Vergleich zwischen Sellecks Figur Jesse Stone (von Selleck selbst produziert) und Frank Reagan gezogen. Beide Figuren seien moralisch gefestigte Männer weniger Worte.
Laura Hudson sah die Serie in ihrer Kritik im Slate Magazin kritischer. Die Serie spiegele die perfekte Sichtweise des weißen Amerikas auf die Polizei wider. Permanent würden Angriffe gegen die Polizei von verlogenen, manipulativen und voreingenommen Menschen vorgebracht, die fast immer Minderheiten angehörten. Die gegen die Polizei vorgebrachten Vorwürfe stellten sich fast immer als falsch heraus.
Für die Frankfurter Allgemeine Zeitung schreibt Lars Reusch, dass die Rolle des Police Commissioner mit Tom Selleck gut besetzt sei, aber das Drehbuch Schwächen aufweise.
Ralf Döbele meint bei seiner Bewertung für wunschliste.de dass CBS mit Blue Bloods eine Serie liefere, die ganz dem Ruf des Senders entspreche. Es gibt jede Woche einen neuen Fall, aber es stehe auch eine tiefer gehende Familiengeschichte im Mittelpunkt. An der Serie begeistere vor allem die Besetzung. So wird der herausragende Cast mit äußerst unterschiedlichen Figuren positiv hervorgehoben. Blue Bloods gelinge es, sich von anderen New Yorker Serien wie Law & Order abzusetzen, weil verstärkt auch Vororte gezeigt werden. Negativ seien aber zu Beginn die Dialoge, die doch äußerst hölzern wirkten und verbessert gehörten.
Bei ihrer Rezension für myFanbase schrieb Anna Sörries nach Sichtung der Pilotfolge, dass sich diese Polizeiserie dahingehend von anderen Kriminalserien unterscheide, weil es hier vor allem um die Familie Reagan gehe und auch deren Privatleben beleuchtet werde. Die Figuren seien eher konservativ dargestellt. Tom Selleck als Chef sei sehr überzeugend. Gezeigt werde auch die Verwicklungen der Familie, ihre Ansichten zu ihrem Leben und die Auswirkungen, die der Polizeiberuf auf das Zusammenleben hat. Als Fazit heißt es, dass die Serie noch nicht vollkommen überzeugen könne, aber viel Potenzial habe.
Ginia Bellafante meint in ihrer Kritik für die New York Times, dass der Reagan-Patriarch Frank von Tom Selleck mit so einer einfachen Autorität gespielt werde, die zeige, wie sehr man ihn in so einer Rolle vermisst habe. Blue Bloods zeige New York von Upper Manhattan über Bay Ridge und Brooklyn bis hin zu Staten Island und biete einen überzeugenden Handlungsbogen.